# 毛茛铁线莲
毛茛铁线莲（学名：Clematis ranunculoides）为毛茛科铁线莲属下的一个种。

## 扩展阅读
維基物種上的相關：毛茛铁线莲